# Julie Harris

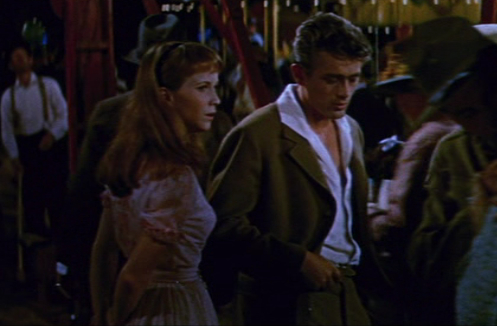
Julie Harris och James Dean i Öster om Eden (1955)

Julia Ann "Julie" Harris, född 2 december 1925 i Grosse Pointe i Michigan, död 24 augusti 2013 i West Chatham i Massachusetts, var en amerikansk skådespelare.

## Biografi
Julie Harris erhöll sin skådespelarutbildning vid Yale Drama School och Lee Strasbergs berömda teaterskola Actors Studio i New York. Hon gjorde debut på Broadway 1945. Nästan omgående uppmärksammades hon för sina känsliga och sublima tolkningar av komplicerade roller.
Harris filmdebuterade 1952 i The Member of the Wedding. En av hennes främsta roller var som Abra i Öster om Eden (1955).
Julie Harris erhöll flera Tony- och Emmyutmärkelser.

## Filmografi i urval
- 1952 – The Member of the Wedding
- 1955 – Jag är en kamera
- 1955 – Öster om Eden
- 1963 – Det spökar på Hill House
- 1966 – Harper - En kille på hugget
- 1967 – Reflexer i ett gyllene öga
- 1976 – De fördömdas resa
- 1988 – De dimhöljda bergens gorillor
- 1988 – Prinsen och mrs Simpson (TV-film)
- 1992 – HouseSitter
- 1993 – The Dark Half
- 1995 – Secrets (TV-film)
- 1999 – The First of May

## Teater

### Roller
| År   | Roll    | Produktion                  | Regi           | Teater                          |
| ---- | ------- | --------------------------- | -------------- | ------------------------------- |
| 1948 | Ida Mae | Sundown Beach Bessie Breuer | Elia Kazan     | Belasco Theatre, New York, USA  |
| 1955 | Joan    | The Lark Jean Anouilh       | Joseph Anthony | Longacre Theatre, New York, USA |